# The Early Days
The Early Days – album wideo brytyjskiego zespołu heavymetalowego Iron Maiden, wydany 8 listopada 2004 przez wytwórnię EMI. Album zawiera filmy do utworów z początku lat 80, galerię zdjęć oraz materiały archiwalne: 90-min. film dokumentalny, ukazujący początki zespołu oraz nietypowy film z roku 1981. 

## Lista utworów

### Dysk 1

#### Live at the Rainbow (21 grudnia 1980)
1. "The Ides of March"
2. "Wrathchild"
3. "Killers"
4. "Remember Tomorrow"
5. "Transylvania"
6. "Phantom of the Opera"
7. "Iron Maiden"

#### Beast over Hammersmith (20 marca 1982)
1. "Murders in the Rue Morgue"
2. "Run to the Hills"
3. "Children of the Damned"
4. "The Number of the Beast"
5. "22 Acacia Avenue"
6. "Total Eclipse"
7. "The Prisoner"
8. "Hallowed Be Thy Name"
9. "Iron Maiden"

#### Live in Dortmund (18 grudnia 1983)
1. "Sanctuary"
2. "The Trooper"
3. "Revelations"
4. "Flight of Icarus"
5. "22 Acacia Avenue"
6. "The Number of the Beast"
7. "Run to the Hills"

### Dysk 2
The Early Days - 90 min film dokumentalny
20th Century Box - 20 min rzadki film z roku 1981

#### Live at the Ruskin Arms (1980) - 45 min
1. "Sanctuary"
2. "Wrathchild"
3. "Prowler"
4. "Remember Tomorrow"
5. "Running Free"
6. "Transylvania"
7. "Another Life"
8. "Phantom of the Opera"
9. "Charlotte the Harlot"

#### Dodatki - 40 min
1. "Running Free" (Na żywo w programie Top of the Pops, 1980)
2. "Women in Uniform" (Na żywo w programie Top of the Pops, 1980)
3. "Running Free" (Na żywo w programie Rock and Pop, Niemcy, 1980)

#### Widea promocyjne
1. "Women in Uniform"
2. "Run to the Hills"
3. "The Number of the Beast"
4. "Flight of Icarus"
5. "The Trooper"

Dodatkowo wideo zawiera ponad 150 fotografii i obrazków, materiał ilustracyjny, dyskografię oraz menu programów.